# 尖頭撒但鱸
尖頭撒但鱸，為輻鰭魚綱鱸形目隆頭魚亞目慈鯛科的其中一種，分布於南美洲亞馬遜河流域，體長可達17公分，棲息在沙底質、水流緩慢的溪流，可做為食用魚及觀賞魚。

## 擴展閱讀
維基物種上的相關：尖頭撒但鱸